# 5323 Fogh
5323 Fogh (1986 TL4) là một tiểu hành tinh vành đai chính được phát hiện ngày 13 tháng 10 năm 1986 bởi P. Jensen ở Brorfelde.